# Philippe Bodier
Philippe Bodier (* 4. März 1949 in Vernou-sur-Brenne) ist ein ehemaliger französischer Radrennfahrer.

## Sportliche Laufbahn
Bodier startete in seiner gesamten Karriere als Amateur. Er fuhr für die Vereine VC Tours und VS Monnaie. Er hatte seine besondere Stärke in Etappenrennen. Bodier siegte in den Etappenrennen Circuit de Beauce et Perche 1973, Tour d’Alsace-Lorraine 1976, Tour de Nouvelle-Calédonie 1978 und Tour du Roussillon 1979. Das Eintagesrennen Paris–Dreux gewann Bodier 1980. In der Tour du Limousin-Nouvelle-Aquitaine 1970 wurde er Zweiter hinter Francis Duteil. Die Route de France 1976 beendete er hinter Michel Herbault auf dem 2. Platz. Auch in der Jugoslawien-Rundfahrt 1977 stand er als Zweiter auf dem Podium. Im Bahnradsport wurde er 1981 Zweiter im Bol d’Or für Amateure. 1976 wurde Bodier mit seinem Team Vize-Meister im Mannschaftszeitfahren.
Dritte Plätze holte er 1973 im Etappenrennen Paris–Saint-Pourçain, 1979 in der Lüttich-Rundfahrt und in der nationalen Meisterschaft im Straßenrennen 1976.
Die Internationale Friedensfahrt fuhr er dreimal. 1971 wurde er 38., 1972 36. und 1973 11. der Gesamtwertung. In der Tour de l’Avenir wurde er 1972 21. 1973 belegte er beim Sieg von Gianbattista Baronchelli den 5. Platz, 1974 wurde er 18., 1977  7. und 1979 19. des Endklassements.

## Berufliches
Nach seiner aktiven Laufbahn hatte er verschiedene Funktionen im französischen Radsportverband. Er war einige Zeit Nationaltrainer der Junioren.